# مايك أوكوث أوريغي
مايكل أوكوث أوريغي (بالإنجليزية: Michael Okoth Origi)‏ (مواليد 16 نوفمبر 1967 في كينيا) لاعب كرة قدم كيني دولي معتزل كان يجيد اللعب في مركز الهجوم.

## روابط خارجية
- مايك أوكوث أوريغي على موقع قاعدة بيانات كرة القدم.إي يو (الإنجليزية)
- مايك أوكوث أوريغي على موقع ناشيونال فوتبول تيمز (الإنجليزية)
- مايك أوكوث أوريغي على موقع Soccerway.com (الإنجليزية)
- مايك أوكوث أوريغي على موقع عالم كرة القدم.نت (الإنجليزية)